# پرچم والیس و فوتونا
پرچم والیس و فوتونا در ۱۵ فوریه ۱۷۹۴ پذیرفته شد.این پرچم دارای سه نوار عمودی قرمز و سفید و آبی است.